# Araeoncus tauricus
Araeoncus tauricus es una especie de araña araneomorfa del género Araeoncus, familia Linyphiidae. La especie fue descrita científicamente por Gnelitsa en 2004.
La longitud del cuerpo del macho es de 3,3 milímetros y de la hembra 3 milímetros. La especie se distribuye por Europa: Bulgaria, Grecia, Turquía y Ucrania.